# Kongsfjorden

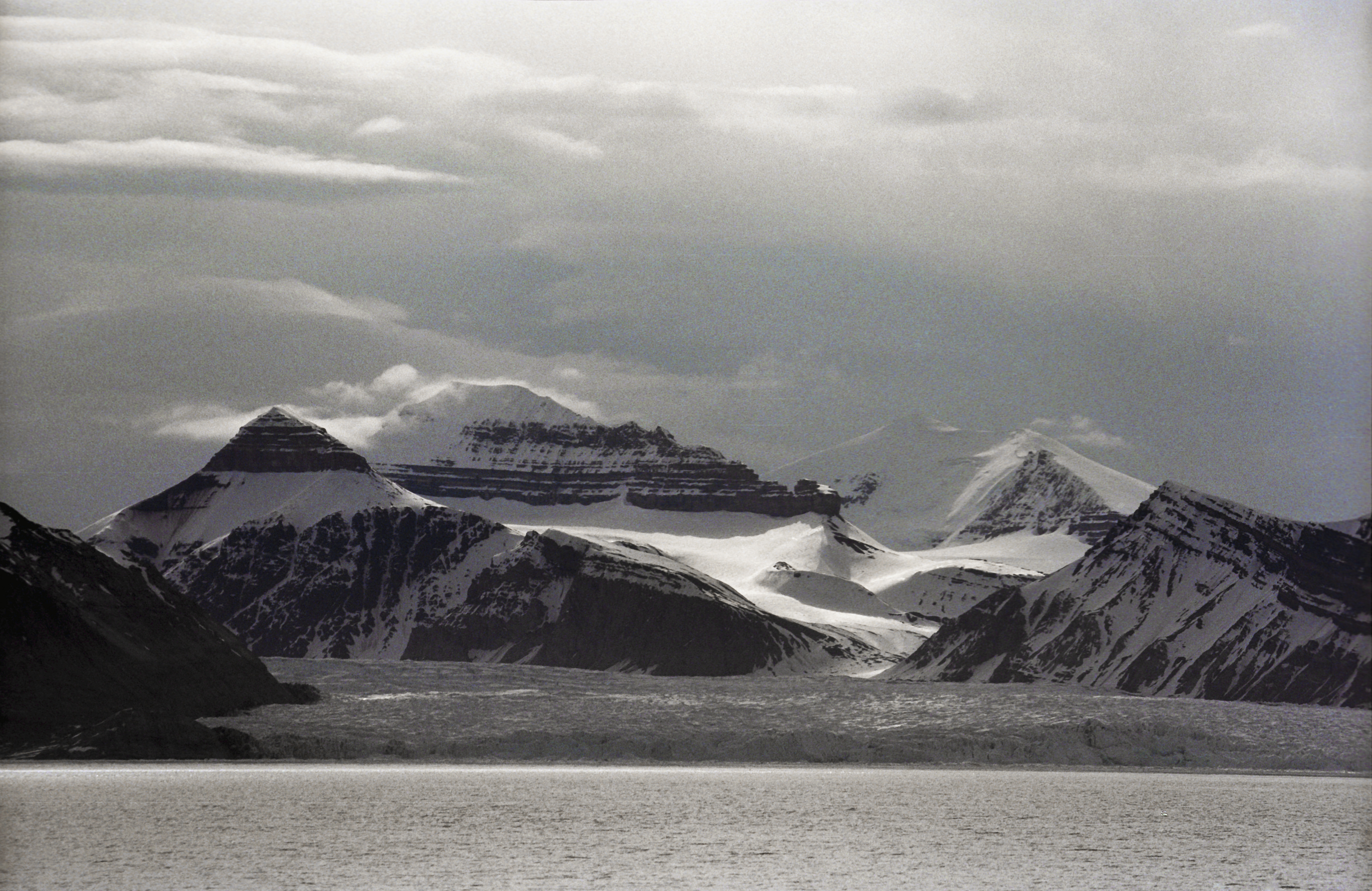
Kongsfjorden vu de Blomstrandhalvøya.

Kongsfjorden (Kongsfjord ou Fjord du Roi) est un grau situé dans le Spitzberg occidental, une île qui fait partie de l'archipel du Svalbard norvégien dans l'océan Arctique. 

## Géographie
L'entrée du fjord est de 26 km de long et sa largeur varie de 6 à 14 km. 
Deux glaciers bordent le chenal, Kronebreen et Kongsvegen, à la tête du fjord. La ville de Ny-Ålesund est située sur la rive sud et est l'un des 4 établissements permanents sur le Spitzberg.
C'est aussi un arrêt populaire pour croisière, mais la communauté scientifique s'inquiète que le tourisme pourrait causer des interférences avec les dispositifs scientifiques sensibles.
Kongsfjorden s'appelait à l'origine Deer Sound par Jonas Poole (1610) et était connue comme telle par les baleiniers anglais, au moins jusqu'en 1658.
Giles et Rep furent les premiers à l'appeler Koninks Bay. William Scoresby (1820), reprend cette erreur en la désignant Kings Bay pendant qu'il se déplace de Deer Sound à une autre baie au nord du fjord. Les cartographes modernes ont simplement répété cette erreur.